# 南フランス・オープン
南フランス・オープンまたは南仏オープン（Open Sud de France）は、フランス・モンペリエで開催されるATPツアー250の大会。2009年まではリヨンで開催され、リヨン・グランプリ（Grand Prix de Tennis de Lyon）であった。

## 大会歴代優勝者

### シングルス
| 開催地     | 年   | 優勝者                           | 準優勝者                         | 決勝結果                |
| ---------- | ---- | -------------------------------- | -------------------------------- | ----------------------- |
| モンペリエ | 2025 | フェリックス・オジェ＝アリアシム | アレクサンダル・コバチェビッチ   | 6-2, 6-7(7-9), 7-6(7-2) |
| モンペリエ | 2024 | アレクサンダー・ブブリク         | ボルナ・チョリッチ               | 5-7, 6-2, 6-3           |
| モンペリエ | 2023 | ヤニック・シナー                 | マクシム・クレシー               | 7-6(7-3), 6-3           |
| モンペリエ | 2022 | アレクサンダー・ブブリク         | アレクサンダー・ズベレフ         | 6-4, 6-3                |
| モンペリエ | 2021 | ダビド・ゴファン                 | ロベルト・バウティスタ・アグート | 5-7, 6-4, 6-2           |
| モンペリエ | 2020 | ガエル・モンフィス               | バセク・ポシュピシル             | 7-5, 6-3                |
| モンペリエ | 2019 | ジョー＝ウィルフリード・ツォンガ | ピエール＝ユーグ・エルベール     | 6-4, 6-2                |
| モンペリエ | 2018 | リュカ・プイユ                   | リシャール・ガスケ               | 7-6(7-2), 6-4           |
| モンペリエ | 2017 | アレクサンダー・ズベレフ         | リシャール・ガスケ               | 7-6(7-4), 6-3           |
| モンペリエ | 2016 | リシャール・ガスケ               | ポール＝アンリ・マチュー         | 7-5, 6-4                |
| モンペリエ | 2015 | リシャール・ガスケ               | イェジ・ヤノヴィッツ             | 3-0, 途中棄権           |
| モンペリエ | 2014 | ガエル・モンフィス               | リシャール・ガスケ               | 6-4, 6-4                |
| モンペリエ | 2013 | リシャール・ガスケ               | ブノワ・ペール                   | 6-2, 6-3                |
| モンペリエ | 2012 | トマーシュ・ベルディハ           | ガエル・モンフィス               | 6-2, 4-6, 6-3           |
| モンペリエ | 2011 | 開催なし                         | 開催なし                         | 開催なし                |
| モンペリエ | 2010 | ガエル・モンフィス               | イワン・リュビチッチ             | 6-2, 5-7, 6-1           |
| リヨン     | 2009 | イワン・リュビチッチ             | ミカエル・ロドラ                 | 7-5, 6-3                |
| リヨン     | 2008 | ロビン・セーデリング             | ジュリアン・ベネトー             | 6-3, 6-7(5-7), 6-1      |
| リヨン     | 2007 | セバスチャン・グロジャン         | マルク・ジケル                   | 7-6(7-5), 6-4           |
| リヨン     | 2006 | リシャール・ガスケ               | マルク・ジケル                   | 6-3, 6-1                |
| リヨン     | 2005 | アンディ・ロディック             | ガエル・モンフィス               | 6-3, 6-2                |
| リヨン     | 2004 | ロビン・セーデリング             | グザビエ・マリス                 | 6-2, 3-6, 6-4           |
| リヨン     | 2003 | ライナー・シュットラー           | アルノー・クレマン               | 7-5, 6-3                |
| リヨン     | 2002 | ポール＝アンリ・マチュー         | グスタボ・クエルテン             | 4-6, 6-3, 6-1           |
| リヨン     | 2001 | イワン・リュビチッチ             | ユーネス・エル・アイナウイ       | 6-3, 6-2                |
| リヨン     | 2000 | アルノー・クレマン               | パトリック・ラフター             | 7-6(7-2), 7-6(7-5)      |
| リヨン     | 1999 | ニコラス・ラペンティ             | レイトン・ヒューイット           | 6-3, 6-2                |
| リヨン     | 1998 | アレックス・コレチャ             | トミー・ハース                   | 2-6, 7-6(8-6), 6-1      |
| リヨン     | 1997 | ファブリス・サントロ             | トミー・ハース                   | 6-4, 6-4                |
| リヨン     | 1996 | エフゲニー・カフェルニコフ       | アルノー・ブッチ                 | 7-5, 6-3                |
| リヨン     | 1995 | ウェイン・フェレイラ             | ピート・サンプラス               | 7-6(7-2), 5-7, 6-3      |
| リヨン     | 1994 | マルク・ロセ                     | ジム・クーリエ                   | 6-4, 7-6(7-2)           |
| リヨン     | 1993 | ピート・サンプラス               | セドリック・ピオリーン           | 7-6(7-5), 1-6, 7-5      |
| リヨン     | 1992 | ピート・サンプラス               | セドリック・ピオリーン           | 6-4, 6-2                |
| リヨン     | 1991 | ピート・サンプラス               | オリビエ・ドレートル             | 6-1, 6-1                |
| リヨン     | 1990 | マルク・ロセ                     | マッツ・ビランデル               | 6-3, 6-2                |
| リヨン     | 1989 | ジョン・マッケンロー             | ヤコブ・ラセク                   | 6-3, 7-6                |
| リヨン     | 1988 | ヤヒヤ・ドゥンビア               | トッド・ネルソン                 | 6-4, 3-6, 6-3           |
| リヨン     | 1987 | ヤニック・ノア                   | ヨアキム・ニーストロム           | 6-4, 7-5                |

### ダブルス
| 開催地     | 年   | 優勝者                                                    | 準優勝者                                              | 決勝結果                |
| ---------- | ---- | --------------------------------------------------------- | ----------------------------------------------------- | ----------------------- |
| モンペリエ | 2021 | ヘンリ・コンティネン エドゥアール・ロジェ＝バセラン       | ジョナサン・エルリック アンドレイ・バシレフスキー     | 6-2, 7-5                |
| モンペリエ | 2020 | ニコラ・カシッチ マテ・パビッチ                           | ドミニク・イングロット アイサム＝ウル＝ハク・クレシ   | 6-4, 6-7(4-7), [10-4]   |
| モンペリエ | 2019 | イワン・ドディグ エドゥアール・ロジェ＝バセラン           | アントニー・ホワン ベンジャミン・ボンジ               | 6-4, 6-3                |
| モンペリエ | 2018 | ケン・スクプスキ ニール・スクプスキ                       | マクラクラン勉 ウーゴ・ニス                           | 7-6(7-2), 6-4           |
| モンペリエ | 2017 | アレクサンダー・ズベレフ ミーシャ・ズベレフ               | ファブリス・マルタン ダニエル・ネスター               | 6-4, 6-7(3-7), [10-7]   |
| モンペリエ | 2016 | マテ・パビッチ マイケル・ビーナス                         | アレクサンダー・ズベレフ ミーシャ・ズベレフ           | 7-5, 7-6(7-4)           |
| モンペリエ | 2015 | マーカス・ダニエル アルチョム・シタック                   | ドミニク・イングロット フロリン・メルジェ             | 3-6, 6-4, [16-14]       |
| モンペリエ | 2014 | ニコライ・ダビデンコ デニス・イストミン                   | マルク・ジケル ニコラ・マユ                           | 6-4, 1-6, [10-7]        |
| モンペリエ | 2013 | マルク・ジケル ミカエル・ロドラ                           | ヨハン・ブルンストロム レイベン・クラーセン           | 6-3, 3-6, [11-9]        |
| モンペリエ | 2012 | ニコラ・マユ エドゥアール・ロジェ＝バセラン               | ポール・ハンリー ジェイミー・マリー                   | 6-4, 7-6(7-4)           |
| モンペリエ | 2011 | 開催なし                                                  | 開催なし                                              | 開催なし                |
| モンペリエ | 2010 | ステファン・フース ロス・ハッチンス                       | マルク・ロペス エドゥアルド・シュワンク               | 6-2, 4-6, [10-7]        |
| リヨン     | 2009 | ジュリアン・ベネトー ニコラ・マユ                         | アルノー・クレマン セバスチャン・グロジャン           | 6-4, 7-6(8-6)           |
| リヨン     | 2008 | ミカエル・ロドラ アンディ・ラム                           | ステファン・フース ロス・ハッチンス                   | 6-3, 5-7, [10-8]        |
| リヨン     | 2007 | セバスチャン・グロジャン ジョー＝ウィルフリード・ツォンガ | ルカシュ・クボット ロブロ・ゾブコ                     | 6-4, 6-3                |
| リヨン     | 2006 | ジュリアン・ベネトー アルノー・クレマン                   | フランティシェク・チェルマク ヤロスラフ・レビンスキー | 6-2, 6-7(3-7), [10-7]   |
| リヨン     | 2005 | ミカエル・ロドラ ファブリス・サントロ                     | ジェフ・クッツェー ロヒール・ワッセン                 | 6-3, 6-1                |
| リヨン     | 2004 | ジョナサン・エルリック アンディ・ラム                     | ヨナス・ビョルクマン ラデク・ステパネク               | 7-6(7-2), 6-2           |
| リヨン     | 2003 | ジョナサン・エルリック アンディ・ラム                     | ジュリアン・ベネトー ニコラ・マユ                     | 6-1, 6-3                |
| リヨン     | 2002 | ウェイン・ブラック ケビン・ウリエット                     | マーク・ノールズ ダニエル・ネスター                   | 6-4, 3-6, 7-6(7-3)      |
| リヨン     | 2001 | ダニエル・ネスター ネナド・ジモニッチ                     | アルノー・クレマン セバスチャン・グロジャン           | 6-1, 6-2                |
| リヨン     | 2000 | ポール・ハーフース サンドン・ストール                     | イワン・リュビチッチ ジャック・ウェイト               | 6-1, 6-7(2-7), 7-6(9-7) |
| リヨン     | 1999 | ピート・ノーバル ケビン・ウリエット                       | ウェイン・フェレイラ サンドン・ストール               | 4-6, 7-6(7-5), 7-6(7-4) |
| リヨン     | 1998 | オリビエ・ドレートル ファブリス・サントロ                 | トマス・カーボネル フランシスコ・ロイグ               | 6-2, 6-2                |
| リヨン     | 1997 | エリス・フェレイラ パトリック・ガルブレイス               | オリビエ・ドレートル ファブリス・サントロ             | 3-6, 6-2, 6-4           |
| リヨン     | 1996 | ジム・グラブ リッチー・レネバーグ                         | ニール・ブロード ピート・ノーバル                     | 6-2, 6-1                |
| リヨン     | 1995 | ヤコブ・ラセク エフゲニー・カフェルニコフ                 | ジョン＝ラフニー・デ・ヤーガー ウェイン・フェレイラ   | 6-3, 6-3                |
| リヨン     | 1994 | ヤコブ・ラセク エフゲニー・カフェルニコフ                 | マルティン・ダム パトリック・ラフター                 | 6-7, 7-6, 7-6           |
| リヨン     | 1993 | ゲーリー・ミュラー ダニー・ヴィッサー                     | ジョン＝ラフニー・デ・ヤーガー ステファン・クルーガー | 6-3, 7-6                |
| リヨン     | 1992 | ヤコブ・ラセク マルク・ロセ                               | ニール・ブロード ステファン・クルーガー               | 6-1, 6-3                |
| リヨン     | 1991 | トム・ニーセン シリル・スーク                             | スティーブ・デブライズ デビッド・マクファーソン       | 7-6, 6-3                |
| リヨン     | 1990 | パトリック・ガルブレイス ケリー・ジョーンズ               | ジム・グラブ デビッド・ペイト                         | 7-6, 6-4                |
| リヨン     | 1989 | エリック・イエレン ミカエル・モーテンセン                 | ヤコブ・ラセク ジョン・マッケンロー                   | 6-2, 3-6, 6-3           |
| リヨン     | 1988 | ブラッド・ドルウェット ブロデリック・ダイク               | ミカエル・モーテンセン ブレイン・ウィレンボーグ       | 3-6, 6-3, 6-4           |
| リヨン     | 1987 | ギー・フォルジェ ヤニック・ノア                           | ケリー・ジョーンズ デビッド・ペイト                   | 4-6, 6-3, 6-4           |